# The Line of Best Fit
The Line of Best Fit est un magazine en ligne indépendant basé à Londres, axé sur la musique,. 

## Description
Il publie des critiques musicales indépendantes, des articles, des interviews et des articles de presse. Fondé par Richard Thane en février 2007 et édité par Paul Bridgewater, le webzine tire son nom d'une chanson de l' album You Can Play These Songs with Chords de Death Cab for Cutie,.
Les critiques d'albums du webzine sont utilisées pour les sites de compilation de critiques musicales AnyDecentMusic? et Metacritic,. The Line of Best Fit publie également des premières musicales, des performances live exclusives, des podcasts et des listes de lecture.
Le webzine possède son propre label, Best Fit Recordings, et organise depuis 2015 son festival de musique annuel à Londres, le Five Day Forecast. Il présente également une scène au SXSW. 